# Пастухов, Сергей Константинович
Серге́й Константи́нович Пастухо́в (1887, Мариуполь, Российская империя — 2 апреля 1940, Москва, СССР) — советский учёный, иранист, историк и дипломат.

## Биография
Родился в 1887 году в Мариуполе.
В 1912 году окончил юридический факультет Московского университета, а в 1926 году — восточное отделение Военной академии РККА.
Работал преподавателем в Московском институте востоковедения и членом редакционной коллегии журнала «Новый Восток». Был членом РКП(б) с 1924 года.
С 29 мая 1933 по 1 апреля 1935 года — полномочный представитель СССР в Персии.
В 1935—1936 годах — заведующий Отделом Ближнего Востока НКИД СССР, 1-м Восточным отделом НКИД СССР.
В 1936—1937 годах — заведующий Общим политическим архивом НКИД СССР.
До мая 1939 года был директором московской средней школы № 237. 16 мая был арестован за связь с «врагом народа» Л. М. Караханом. 1 апреля 1940 года за «шпионаж и участие в контрреволюционной организации» Военной коллегией Верховного суда СССР был приговорён к высшей мере наказания. Расстрелян 2 апреля 1940 года на Донском кладбище и там же похоронен. Реабилитирован 25 июня 1957 года.
10 декабря 2014 года в Москве на фасаде дома 2/6 в Хоромном тупике был установлен мемориальный знак «Последний адрес» Сергея Константиновича Пастухова.